# Стрий Авто А0756
Стрий Авто А0756 — сімейство автобусів середнього класу українського виробництва, що випускається ВАТ «Стрий Авто» на шасі вантажівок Mercedes-Benz Vario та Mercedes-Benz T2 серії 800 з колісною базою 4250 і 4800 мм.
Автобуси мають каркасний кузов і оснащуються автономним нагрівником Webasto і ГУР. Всього виготовлено 12 автобусів А0756, 82 автобуси А07562 і 49 автобуси А07563.
Автобус прийшов на заміну Стрий Авто А075.
Автобуси Стрий Авто А0756 є модернізованими версіями ГалАЗ-3209.

## Модифікації

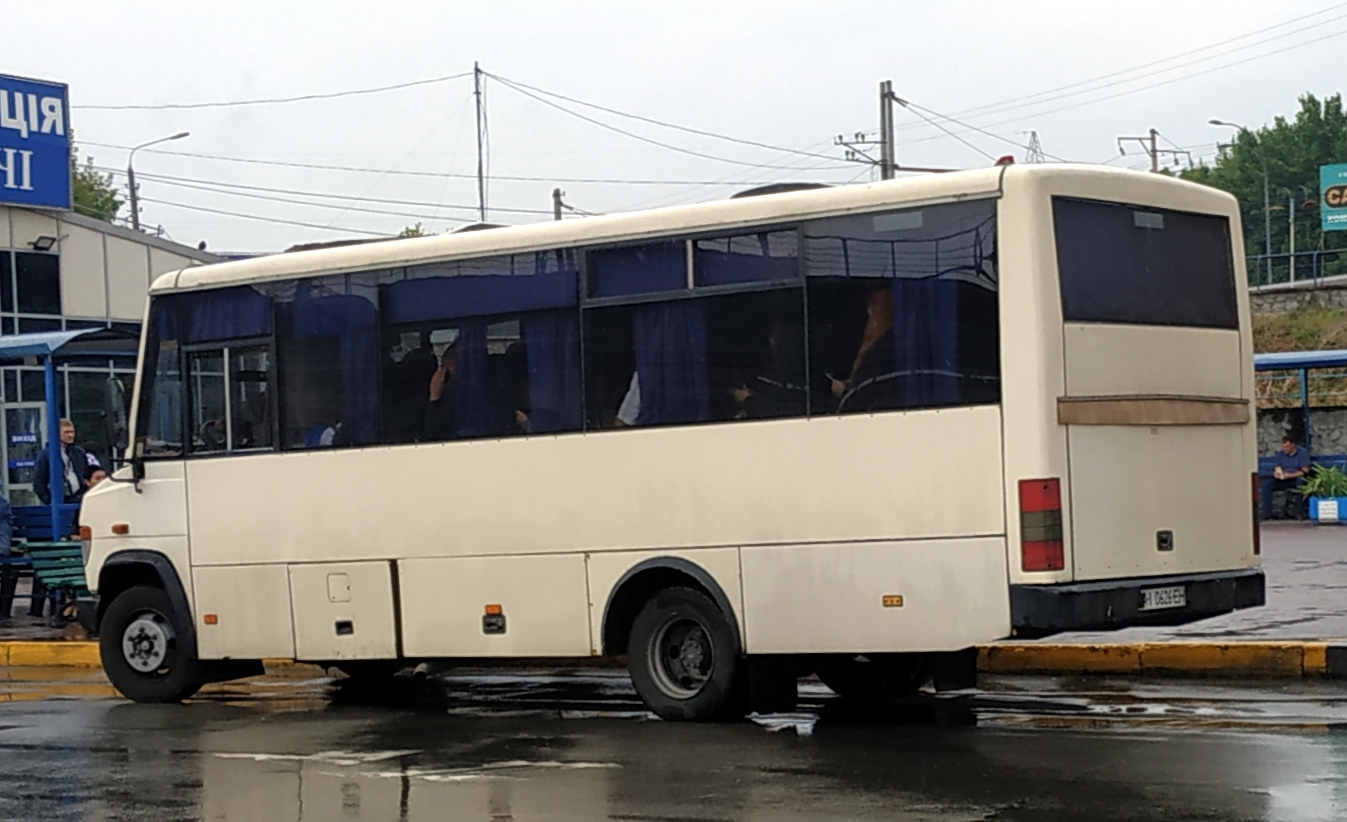
Стрий Авто А07562

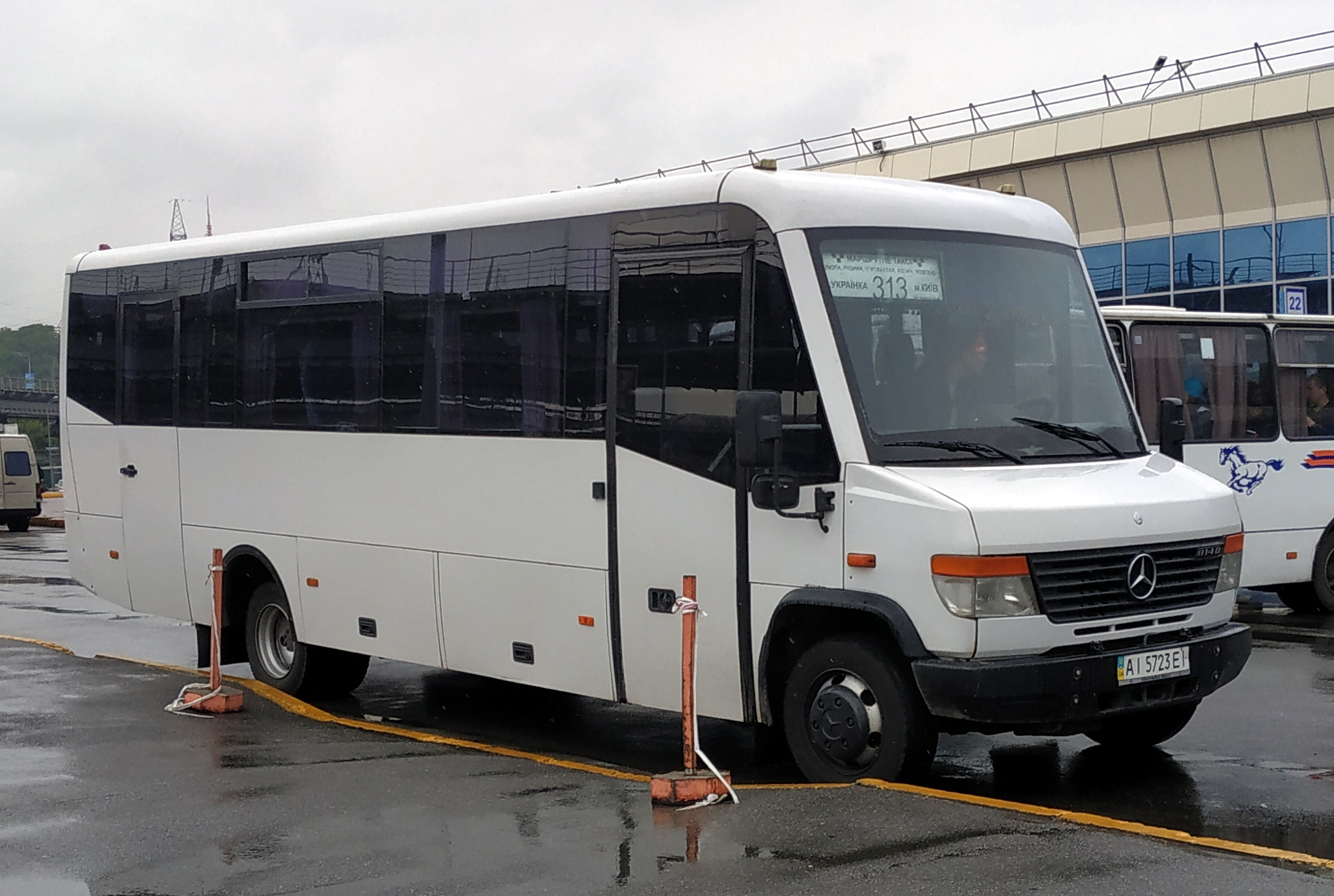
Стрий Авто А07563-1

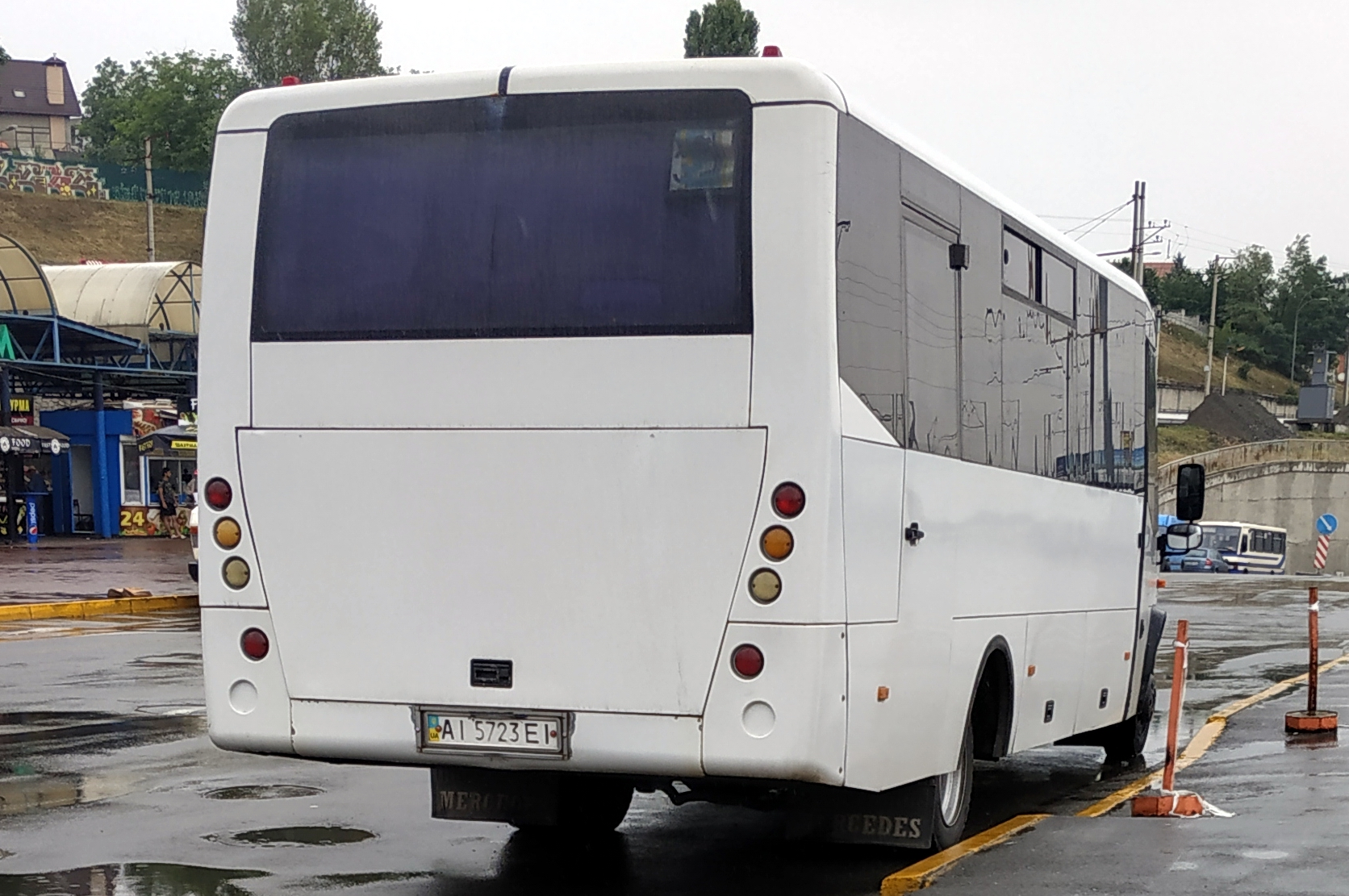
Стрий Авто А07563-1

За час виробництва було виготовлено декілька модифікацій, що дещо відрізняються між собою:
- Стрий Авто А0756 - міський автобус з колісною базою 4250 мм на 22 сидячих місця (всього виготовлено 12 автобусів);
- Стрий Авто А07562 (М) - міський автобус з колісною базою 4250 мм на 22 сидячих місця (всього виготовлено 82 автобуси);
- Стрий Авто А07562 (Т) - міжміський автобус з колісною базою 4250 мм на 28 сидячих місць;
- Стрий Авто А07563 - міжміський автобус з колісною базою 4800 мм на 31/33 сидячих місця (всього виготовлено 51 автобус);
- Стрий Авто А07563-1 - покращена версія Стрий Авто А07563 з сучасним обтічним кузовом (аналог Тур-А407).

## Двигуни
| Дизельні |                     |          |          |                                   |                            |
| Модель   | Двигун- код двигуна | Циліндри | Об'єм    | Потужність                        | Крутний момент             |
| Дизельні |                     |          |          |                                   |                            |
| 814D     | OM 904LA            | 4 в ряд  | 4250 см³ | 136 к.с. (100 кВт) при 2200 об/хв | 520 Нм при 1200–1600 об/хв |
| 815D     | OM 904LA            | 4 в ряд  | 4250 см³ | 150 к.с. (110 кВт) при 2200 об/хв | 580 Нм при 1200–1600 об/хв |
| 816D     | OM 904LA            | 4 в ряд  | 4250 см³ | 156 к.с. (115 кВт) при 2200 об/хв | 610 Нм при 1200–1600 об/хв |
| 818D     | OM 904LA            | 4 в ряд  | 4250 см³ | 177 к.с. (130 кВт) при 2200 об/хв | 675 Нм при 1200–1600 об/хв |

## Конкуренти
- БАЗ А079
- ЗАЗ А07А
- Богдан А201